# Chahine Lorparizangueneh
Chahine Lorparizangueneh (en persan : شاهین لرپری زنگنه, en anglais : Shahin Lorparizangeneh, né le 16 janvier 1999 à Ispahan, en Iran) est un joueur d'échecs iranien.

## Palmarès jeune
Chahine Lorparizangueneh remporte le championnat d'Asie d'échecs dans la catégorie des jeunes de moins de 10 ans en 2009, et devient maître FIDE par la même occasion. En 2012 et 2014, il se classe respectivement deuxième et troisième à l'Olympiade d'échecs de la jeunesse avec l'équipe nationale iranienne, et remporte la compétition en 2015.

## Palmarès à l'âge adulte
| Année | Ville     | Tournoi                                                       | victoires | défaites | matchs nuls | Résultat | Lien  |
| ----- | --------- | ------------------------------------------------------------- | --------- | -------- | ----------- | -------- | ----- |
| 2014  | New Delhi | Championnat d'Asie des jeunes, catégorie des moins de 16 ans" | 6         | 1        | 2           | 7 sur 9  | [ 2 ] |
| 2015  | Moscou    | Open Aeroflot - Open B                                        | 3         | 2        | 4           | 5 sur 9  | [ 3 ] |
| 2015  | Pattaya   | 15e Open du club de Bangkok                                   | 3         | 0        | 6           | 6 sur 9  | [ 4 ] |
| 2015  |           | "Bulgarian Chess Summer 2015, tournoi Albena A"               | 3         | 1        | 5           | 5½ sur 9 | [ 5 ] |
| 2016  | Bakou     | 40e Olympiade                                                 | 5         | 2        | 4           | 7 sur 11 | [ 6 ] |

## Parcours en club
Chahine Lorparizangueneh joue en Super League iranienne des clubs, nom du championnat d'Iran d'échecs des clubs, sous les couleurs du Fanavari Park (en 2015), de Zob Ahan (en 2016-2017), de Shardari en 2017 et de Saipa, depuis 2018.

## Titres internationaux
Chahine Lorparizangueneh devient maître FIDE après son succès dans le championnat d'Asie des jeunes de moins de 10 ans. En 2015, il devient maître international et grand maître international après la 40e Olympiade d'échecs qui s'est jouée à Bakou, en Azerbaïdjan, en 2017.